# Nachsorge, Opfer- und Angehörigenhilfe
Die Koordinierungsstelle Nachsorge, Opfer- und Angehörigenhilfe (NOAH) ist eine zentrale Einrichtung der deutschen Bundesregierung zur Koordinierung der psychosozialen Unterstützung für Deutsche, die im Ausland durch schwere Unglücksfälle oder Terroranschläge zu Schaden gekommen sind, und ihre Angehörigen.

## Geschichte
Die Koordinierungsstelle NOAH wurde Ende des Jahres 2002 im Zusammenhang mit den Anti-Terrormaßnahmen der Bundesregierung und als Ergebnis einer Ressortabstimmung zwischen dem Auswärtigen Amt (AA), dem Bundesministerium des Innern (BMI) und dem Bundesministerium der Justiz (BMJ) geschaffen und dient als zentrale Ansprechstelle für Deutsche, die von schweren Unglücksfällen, Evakuierungen, Geiselnahmen oder Terroranschlägen im Ausland betroffen sind. Sie wurde eingerichtet, um die betroffenen Deutschen nach ihrer Rückkehr ins Inland und ihre Angehörigen mit einem koordinierten Angebot von Nachsorgemaßnahmen und psychosozialen Hilfen unterstützen zu können.
Am 1. Mai 2004 wurde NOAH in das neu geschaffene Bundesamt für Bevölkerungsschutz und Katastrophenhilfe (BBK) integriert.

## Aufgaben
Die Koordinierungsstelle NOAH setzt die bei Unglücken oder Katastrophen im Ausland durch das AA eingeleiteten psychosozialen Betreuungsmaßnahmen für Bundesbürger möglichst nahtlos im Inland fort. Dazu stimmt sich NOAH eng mit dem AA und den im Inland zuständigen Bundes- oder Länderbehörden (wie Bundeskriminalamt (BKA), Innenministerien, Landeskriminalämter, Opferberatungsstellen der Polizeien, Landessozialministerien, Gesundheitsministerien etc.), den Kommunen und diversen Anbietern psychosozialer Dienste ab und gewährleistet auf dem Weg zeitnah ein qualifiziertes Betreuungsangebot für die zurückgekehrten Betroffenen und ihre Angehörigen in Deutschland. Zu dem Betreuungsangebot gehören nicht nur die Vermittlung von Kriseninterventionsteams, Notfallseelsorgern oder Notfallpsychologen zur Unterstützung in der Akutsituation nach einem schweren Unglück im Ausland, sondern auch der Aufbau langfristiger psychosozialer Betreuungsangebote.
NOAH unterstützt im Einzelnen durch folgende Angebote und Maßnahmen:
- Informationsvernetzung der beteiligten Behörden, Organisationen und Institutionen in Betreuungsfragen
- Telefonische Beratung Betroffener (durch eine 24-Stunden-Hotline)
- Vermittlung von wohnortnahen psychosozialen Hilfen (Notfallseelsorger, Kriseninterventionsmitarbeiter, Notfallpsychologen, psychosoziale Beratungsstellen etc.)
- Traumaberatung und Vermittlung regionaler Psychotherapeuten
- Hilfen bei administrativen und rechtlichen Fragen und Problemen
- Organisation von Treffen für Überlebende, Angehörige, Hinterbliebene und Vermissende sowie Beratung von Bundes- und Landesbehörden (Protokoll) zur Gestaltung von öffentlichen Gedenkveranstaltungen mit Beteiligung Betroffener.

## Kooperationspartner und Qualitätssicherung
Die Koordinierungsstelle NOAH stützt sich bei ihrer Arbeit auf ein weit verzweigtes und multiprofessionelles Netz an Kooperationspartnern. Dazu gehören neben Bundes- und Landesbehörden Versicherungsunternehmen, Reiseveranstalter, Flughäfen und Fluggesellschaften, Reedereien sowie Ansprechpartner der Kirchen, Hilfsorganisationen, Wohlfahrtsverbände und weiterer psychosozialer Dienste. Durch die enge Kooperation mit renommierten Wissenschaftlern, Ärzte- und Psychotherapeutenkammern und Fachgesellschaften der Psychologie und Psychiatrie gewährleistet die Koordinierungsstelle NOAH die Qualität ihrer Koordinations-, Vermittlungs- und Betreuungsaufgaben.
Zudem steht NOAH mit Betroffenen vergangener schwerer Unglücksfälle und mit internationalen Vertretern von (Opfer-)Verbänden in Kontakt, die die Koordinierungsstelle auf der Grundlage ihrer eigenen Erfahrungen beraten. Weitere Elemente der Qualitätssicherung sind regelmäßige Schulungen, Supervisionen und die wissenschaftliche Auswertung spezieller Fragen und Aufgaben der Koordinierungsstelle.

## Einsätze
Die Koordinierungsstelle NOAH bearbeitet jährlich rund 20 Einsätze unterschiedlicher Ereignisart und Größenordnung. Dazu zählen Terroranschläge, Entführungen/Geiselnahmen, Evakuierungen/Ausreiseunterstützungen für Deutsche aus Krisengebieten, Naturkatastrophen, Flugunfälle, Busunglücke sowie Schiffs- und Bootsunglücke.
Beispielhaft zu nennen sind hier:
- Busunglück bei Siófok, Ungarn (8. Mai 2003)
- Entführungen der sog. Sahara-Geiseln in Algerien (22. Februar bis 23. März 2003)
- Terroranschläge in Madrid, Spanien (11. März 2004)
- Seebeben/Tsunami in Südostasien (26. Dezember 2004)[5]
- Hurrikan Katrina in New Orleans, USA (29. August 2005)
- Seilbahnunglück in Sölden, Österreich (5. September 2005)
- Lawinenunglück in Graubünden, Schweiz (20. Februar 2006)
- Ausreiseunterstützung für Deutsche aus dem Libanon infolge der Libanonkrise (12. Juli bis 14. August 2006)
- Flugfall in Lukla, Nepal (8. Oktober 2008)
- Terroranschläge in Mumbai, Indien (26. November 2008)
- Absturz des Air-France-Flugs 447 (1. Juni 2009)
- Erdbeben in Haiti (12. Januar 2010)
- Entführung in Darfur, Sudan (23. Juni bis 27. Juli 2010)
- Unruhen in Ägypten (28. Januar 2011)
- Terroranschlag am Flughafen Moskau-Domodedowo, Russland (24. Januar 2011)
- Erdbeben in Japan (11. März 2011)
- Havarie des Kreuzfahrtschiffs Costa Concordia vor der Küste Italiens (13. Januar 2012)[6][7]
- Flugfall des Germanwings-Airbus in den französischen Alpen (24. März 2015)[8][9]

Seit der Schaffung von NOAH im Jahr 2002 steht die Koordinierungsstelle auch deutschen Betroffenen vergangener Unglücke im Ausland zur Verfügung, z. B. den Familien der Opfer folgender Unglücke:
- Flugfall Ramstein, Air-Base der USA in Deutschland (28. August 1988)
- Flugfall Birgen-Air, Dominikanische Republik (6. Februar 1996)
- Flugfall Concorde bei Paris, Frankreich (25. Juli 2000)
- Terroranschläge in New York, USA (11. September 2001)
- Terroranschläge auf Djerba, Tunesien (11. April 2002)
- Terroranschläge auf Bali, Indonesien (12. Oktober 2002)

## Fachberatung und Sonderaufträge
Über ihren originären Einsatzauftrag hinaus unterstützt die Koordinierungsstelle NOAH andere Organisationen des Bundes im Rahmen der Amtshilfe, zum Beispiel bei inländischen Unglücken, wie die Bundesanstalt Technisches Hilfswerk (THW), das Bundeskriminalamt (BKA) oder weitere Organisationen der Gefahrenabwehr.

## Ehrungen und Auszeichnungen
- Am 12. Juli 2005 ehrte der damalige Bundesinnenminister Otto Schily die Koordinierungsstelle NOAH für ihre Verdienste in der Nachsorge für die vom Seebeben in Südostasien am 26. Dezember 2004 betroffenen Bundesbürger.[10]
- Am 6. Dezember 2005 verlieh die Evangelische Notfallseelsorge im Rheinland der Koordinierungsstelle NOAH eine Urkunde, mit der sie ihren Dank und ihre Anerkennung für die konstruktive Kooperation nach dem Seebeben vom 26. Dezember 2004 aussprach.[11]
- Am 18. August 2012 zeichnete der Staatssekretär des BMI, Ole Schröder, die Mitwirkenden der Koordinierungsstelle NOAH für ihre herausragenden Leistungen in der psychosozialen Unterstützung von Betroffenen und ihren Angehörigen nach schweren Unglücksfällen und Katastrophen im Ausland aus.[12] Neben den Mitarbeitern des BBK wurde auch Andreas Müller-Cyran, Notfallseelsorger und Begründer sowie fachlicher Leiter des Kriseninterventionsteams (KIT) München, stellvertretend für alle Notfallseelsorger und Kriseninterventionsdienste in Deutschland, die NOAH seit Jahren als externe Experten zur Verfügung stehen, ausgezeichnet.